# 伊瓦尔·舍林
伊瓦尔·舍林（瑞典語：Ivar Sjölin，1918年9月28日—1992年9月10日），瑞典男子摔跤运动员。他曾代表瑞典参加1948年夏季奥林匹克运动会摔跤比赛，获得男子自由式次轻量级银牌。